# E. G. Marshall
E. G. Marshall (născut Everett Eugene Grunz; n. 18 iunie 1914, Owatonna⁠(d), Minnesota, SUA – d. 24 august 1998, Bedford⁠(d), New York, SUA) a fost un actor american de film, televiziune și teatru.
Acesta este cunoscut pentru următoarele roluri: juratul nr. 4 din 12 oameni furioși (1957), președintele Statelor Unite în Superman II (1980) și colaboratorul nazist Henri Denault în serialul Falcon Crest⁠(d) (1982). De asemenea, a fost gazda teatrului radiofonic CBS Radio Mystery Theater⁠(d) (1974-1982).

## Biografie
Marshall s-a născut Everett Eugene Grunz în Owatonna, Minnesota⁠(d), fiul lui Hazel Irene (născută Cobb) și al lui Charles G. Grunz. Bunicii săi paterni erau imigranți germani. A decis să nu dezvăluie semnificația acronimului „E. G.” din numele său. Conform informațiilor preluate de la agenția Social Security Administration⁠(d), acesta era listat cu numele Everett Eugene Grunz în iunie 1937, iar în decembrie 1975 cu E. G. Marshall.
Marshall a susținut în interviuri că a urmat atât Colegiul Carleton⁠(d), cât și Universitatea din Minnesota, dar nu există nicio dovadă care să confirme acestea afirmații.

## Cariera
A preluat numele de familie „Marshall” pentru cariera de actor. Deși a devenit cunoscut datorită roluri din filme și seriale de televiziune, acesta a apărut în numeroase piese de teatru pe Broadway. În 1948, după rolurile din Prin urechile acului și Vine ghețarul, Marshall a devenit unul dintre membrii ai organizației Actors Studio⁠(d). În anii următori, a obținut rolurile principale în The Crucible⁠(d) și Așteptându-l pe Godot.
În 1973, a revenit pe scenă în reprezentația Macbeth la Virginia Museum Theatre din Richmond, Virginia. Producția a fost foarte apreciată de ziarul New York Times. Din ianuarie 1974 până în februarie 1982, Marshall a fost gazdă și ocazional actor în producțiile teatrului radiofonic CBS Radio Mystery Theater⁠(d).
Marshall a fost ales membru⁠(d) al American Bar Association⁠(d) și ofițer al American Judicature Society⁠(d), o organizație națională alcătuită din judecători, avocați și laici dedicați promovării unei administrări eficiente a justiției.

## Viața personală și moartea
Marshall a fost căsătorit de două ori: Helen Wolf (1931-1953) și Judith Coy. A avut cinci copii: Jed, Sarah, Jill, Degen și Sam. În timpul campaniei prezidențiale din 1968 a Statelor Unite, a filmat și narat o reclamă politică pentru candidatul democrat Hubert Humphrey.
Marshall a murit de cancer pulmonar în Bedford, New York⁠(d) pe 24 august 1998 la vârsta de 84 de ani. A fost înmormântat la Middle Patent Rural Cemetery din Banksville, North Castle, New York⁠(d).

## Filmografie
- 1947 Untamed Fury - Pompano
- 1948 Call Northside 777 - Rayska (nemenționat)
- 1952 Anything Can Happen - Immigration Officer (scene eliminate)
- 1954 Middle of the Night - Jerry
- 1954 The Caine Mutiny - locotenentul Challee
- 1954 Broken Lance - guvernatorul Horace
- 1954 Pushover - locotenentul Carl Eckstrom
- 1954 The Bamboo Prison - preotul Francis Dolan
- 1954 The Silver Chalice - Ignatius
- 1955 The Left Hand of God - Dr. David Sigman
- 1956 The Scarlet Hour - locotenentul Jennings
- 1956 The Mountain - Solange
- 1957 The Bachelor Party - Walter
- 1957 12 Angry Men - Juratul #4
- 1957 Man on Fire - Sam Dunstock
- 1957 Alfred Hitchcock Presents  - Ronald J. Grimes
- 1958 The Buccaneer - guvernatorul William C. C. Claiborne
- 1959 The Journey - Harold Rhinelander
- 1959 Compulsion - procurorul Harold Horn
- 1960 Cash McCall - Winston Conway
- 1960 The Islanders - Curt Cober în "Forbidden Cargo (ABC-TV)
- 1961 Rawhide - Ben Foley în S3:E11, "Incident of the Broken Word" (CBS-TV)
- 1961 Town Without Pity - colonelul Jerome Pakenham
- 1961–1965 The Defenders (serial de televiziune) - Lawrence Preston
- 1966 The Chase - Val Rogers
- 1966 The Poppy Is Also a Flower - Coley Jones
- 1966 Is Paris Burning? - ofițerul de informații Powell (nemenționat)
- 1969 The Bridge at Remagen - brigadierul general Shinner
- 1969 The Learning Tree (nemenționat)
- 1969 The Littlest Angel (TV) - Dumnezeu
- 1970 Tora! Tora! Tora! - colonelul Rufus S. Bratton
- 1971 The Pursuit of Happiness - Daniel Lawrence
- 1971 Ellery Queen: Don't Look Behind You (film de televiziune) - Dr. Edward Cazalis
- 1971 Night Gallery - Soames
- 1975 The Incredible Machine - naratorul
- 1976 Collision Course: Truman vs. MacArthur - președintele Harry S. Truman
- 1977 Billy Jack Goes to Washington - senatorul Joseph Paine
- 1978 Interiors - Arthur
- 1979 Vampire (film de televiziune) - Harry Kilcoyne
- 1980 Superman II - Președintele Statelor Unite
- 1981 Gangster Wars - naratorul
- 1982–1983 Falcon Crest - Henri Denault (3 episoade)
- 1982 Creepshow - Upson Pratt (segmentul "They're Creeping Up On You")
- 1983 Kennedy (miniserie de televiziune) - Joseph P. Kennedy
- 1986 My Chauffeur - Witherspoon
- 1986 Power - senatorul Sam Hastings, Ohio
- 1986 La Gran Fiesta - judecătorul Cooper
- 1987 At Mother's Request (film de televiziune) - Franklin Bradshaw
- 1988–1989 War and Remembrance (miniserie de televiziune) - Dwight D. Eisenhower
- 1989 National Lampoon's Christmas Vacation - Art Smith
- 1990 Two Evil Eyes - Steven Pike (segmentul "The Facts in the Case of Mr. Valdemar")
- 1992 Consenting Adults - George Gordon
- 1992 Russian Holiday - Joe Meadows
- 1993 Tornadoes!! The Entity (documentar) - naratorul
- 1993 The Tommyknockers (miniserie de televiziune) - Ev Hillman
- 1994–1995 Chicago Hope (8 episoade) - Dr. Arthur Thurmond
- 1995 Nixon - John N. Mitchell
- 1997 Absolute Power - Walter Sullivan
- 1997 Miss Evers' Boys (film de televiziune) - Directorul senatului
- 2006 Superman II: The Richard Donner Cut - președintele Statelor Unite